# Antonia Thomas
Antonia Thomas, född 3 november 1986 i London i England, är en brittisk skådespelare.
Thomas föddes i London. Hon har en Bachelor of Arts från Bristol Old Vic Theatre School.
Hon var med i tv-serien Misfits mellan 2009 och 2011, där hon spelade Alisha Daniels.  2013 spelade hon Antonia i musikalfilmen Sunshine on Leith. Hon var berättarrösten i Teletubbies 2015. Hon spelade Claire Browne i tv-serien ”The good doctor”.